# Progestinový adiponektinový receptor
Progestinové a adiponektivnové receptory (PAQR) je skupina receptorů podobná receptorům spřaženým s G proteinem. Skupina zahrnuje nejméně 11 receptorů (PAQR1–PAQR11), včetně adiponektinového (adipoQ) receptoru (AdipoRs), membránového receptoru progesteronu (mPRs), a další.

## Seznam PAQR

### AdipoR
- PAQR1 (AdipoR1)
- PAQR2 (AdipoR2)

### mPR
- PAQR5 (mPRy)
- PAQR6 (mPRδ)
- PAQR7 (mPRa)
- PAQR8 (mPRß)
- PAQR9 (mPRϵ)

### Ostatní
- PAQR3
- PAQR4
- PAQR10
- PAQR11